# Klášter Hosios Lukas
Hosios Lukas (řecky Μονή Οσίου Λουκά) je opevněný klášter, jedna z nejvýznamnějších památek byzantské architektury. Nachází se nedaleko města Distomo v regionální jednotce Bojótii v kraji Střední Řecko. Administrativně patří pod obec Distomo-Arachova-Antikyra, obecní jednotku Distomo a komunitu Steirion. Dle sčítání lidu z roku 2011 měl 3 stálé obyvatele. Klášter založil poustevník Lukáš (nezaměňovat s Lukášem apoštolem), jehož ostatky jsou v klášteře uloženy.

## Výzdoba
Klášter je vyzdoben vojenskými motivy. Proroctví svatého Lukáše o dobytí Kréty připomíná obraz Ježíše na vnější stěně kostela. Ježíš je zobrazen jako bojovník víry, který pomáhá ve válkách proti Arabům. Katholikon obsahuje nejlépe zachovaný komplex mozaik z období makedonské renesance. Mezi horními okny jsou umístěny postavy archandělů. Soubor však není úplný, protože původní obraz Krista Pantokratora chybí.

## Světové dědictví
Od roku 1990 je klášter Hosios Lukas zapsán na Seznamu světového dědictví UNESCO. Tvoří jednu památku společně s kláštery Dafnion u Athén a Nea Moni na ostrově Chios, ze tří klášterů je největší.